# مزورة (قبيلة)
مزورة هي قبيلة أمازيغية لواتية من قبائل جبالة التابعة لجهة طنجة تطوان الحسيمة، ويقال لها أيضا بني مزوار تحدها شرقا قبيلة وادراس، وشمالا قبيلة الفحصية، وغربا قبيلة الغربية، وجنوبا قبيلة جبل الحبيب وبني يدر.

## أصل القبيلة
تعتبر قبيلة مزورة بطناً من بطون قبيلة لواتة الأمازيغية حسب المقريزي، حيث قال:
«وفي لواتة عدة بطون كبني بلار وبني مجدول وبني حديرة وقطوفة وبركين ومالو ومزورة».

## بطون القبيلة
يقول المقريزي عن بطون قبيلة مزورة:
«ومزورة فيهم بنو وركان وبنو عرواس وبنو جماز وبنو الحكم وبنو الوليد وبنو الحجاج وبنو الحربية».
ويذكر البغدادي في كتابه «سبائك الذهب»:
«بنو الحجاج وبنو الحكم بطن من مزورة من لواتة من البربر».

## مدن و بلدات القبيلة
يقع على أراضي قبيلة مزورة سد ابن بطوطة، ومن بلداتها:
- عين جديوي
- عين تين
- عين قصاب
- عين بني عمار
- علالش
- بكابش
- حجر النحل
- المنزلة
- سكدالة
- اولاد الزين
- دوار الصفصافة
- سوق الأثنين
- هرارزة
- واد الحاشف
- دار الشاوي
- الاوتاد
- العدوة

## كرومليك مزورة
يقع في قلب قبيلة مزورة كرومليك مزورة، الذي أنشأ عهد مملكة موريطنية كمدفن لزعيم محلي أو ملك موري، ويعتبر كرومليك مزورة أهم كرومليك في المغرب بل وفي المغرب الكبير، وهو مكون من قبر تلي ضخم قطره 55 م ويحاط بـ 160 منهيرا على شكل دائرة، أطول المنهيرات يبلغ 7 م، وقد يكون مدفن مزورة هو قبر أنطي، كما تشير إلى ذلك الأساطير والنصوص الكلاسيكية أي أن تاريخ إنشانه يعود إلى ما قبل ميلاد المسيح بعدة قرون إلى عهد البطل الأسطوري الأمازيغي أنطي الذي تصارع مع البطل الإغريقي هرقل في منطقة شمال غرب المغرب.